# Revellinos
Revellinos – gmina w Hiszpanii, w prowincji Zamora, w Kastylii i León, o powierzchni 27,64 km². W 2011 roku gmina liczyła 285 mieszkańców.